# Liste der Minister für Transport und Infrastruktur der Türkei
Diese Liste der Minister für Transport und Infrastruktur der Republik Türkei ist ein Verzeichnis aller Minister für Transport und Infrastruktur des Landes seit der Etablierung des Ministeriums im Jahr 1939. Gegründet wurde es als Ministerium für Verkehr. 2011 erhielt das Ministerium außerdem die Geschäftsbereiche Schifffahrt und Kommunikation. Bis August 2018 hieß es Ministerium für Verkehr, Schifffahrt und Kommunikation, seitdem Ministerium für Transport und Infrastruktur.
| #                                                                           | Foto                                                    | Name                                                    | Amtszeit                                                | Partei                                                  |
| Minister für Verkehr (3. April 1939 – 1. November 2011)                     | Minister für Verkehr (3. April 1939 – 1. November 2011) | Minister für Verkehr (3. April 1939 – 1. November 2011) | Minister für Verkehr (3. April 1939 – 1. November 2011) | Minister für Verkehr (3. April 1939 – 1. November 2011) |
| --------------------------------------------------------------------------- | ------------------------------------------------------- | ------------------------------------------------------- | ------------------------------------------------------- | ------------------------------------------------------- |
| 1                                                                           |                                                         | Ali Çetinkaya                                           | 3. April 1939 – 20. November 1940                       | Cumhuriyet Halk Partisi                                 |
| 2                                                                           |                                                         | Cevdet Kerim İncedayı                                   | 20. November 1940 – 12. November 1941                   | Cumhuriyet Halk Partisi                                 |
| 3                                                                           |                                                         | Mehmet Fahri Engin                                      | 12. November 1941 – 9. März 1943                        | Cumhuriyet Halk Partisi                                 |
| 4                                                                           |                                                         | Ali Fuat Cebesoy                                        | 9. März 1943 – 7. August 1946                           | Cumhuriyet Halk Partisi                                 |
| 5                                                                           |                                                         | Şükrü Koçak                                             | 7. August 1946 – 10. Juni 1948                          | Cumhuriyet Halk Partisi                                 |
| 6                                                                           |                                                         | Kasım Gülek                                             | 10. Juni 1948 – 16. Januar 1949                         | Cumhuriyet Halk Partisi                                 |
| 7                                                                           |                                                         | Kemal Satır                                             | 16. Januar 1949 – 22. Mai 1950                          | Cumhuriyet Halk Partisi                                 |
| 8                                                                           |                                                         | Ahmet Tevfik İleri                                      | 22. Mai 1950 – 11. August 1950                          | Demokrat Parti                                          |
| 9                                                                           |                                                         | Seyfi Kurtbek                                           | 11. August 1950 – 10. November 1952                     | Demokrat Parti                                          |
| 10                                                                          |                                                         | Yümnü Üresin                                            | 10. November 1952 – 17. Mai 1954                        | Demokrat Parti                                          |
| 11                                                                          |                                                         | Muammer Çavuşoğlu                                       | 17. Mai 1954 – 9. Dezember 1955                         | Demokrat Parti                                          |
| 12                                                                          |                                                         | Arif Demirer                                            | 9. Dezember 1955 – 25. November 1957                    | Demokrat Parti                                          |
| 13                                                                          |                                                         | Fevzi Uçaner                                            | 25. November 1957 – 18. September 1958                  | Demokrat Parti                                          |
| 14                                                                          |                                                         | Muzaffer Kurbanoğlu                                     | 1. November 1958 – 9. Dezember 1959                     | Demokrat Parti                                          |
| 15                                                                          |                                                         | Şemi Ergin                                              | 9. Dezember 1959 – 27. Mai 1960                         | Demokrat Parti                                          |
| 16                                                                          |                                                         | Sıtkı Ulay                                              | 30. Mai 1960 – 5. Januar 1961                           | Militärregierung                                        |
| 17                                                                          |                                                         | Mehmet Orhan Mersinli                                   | 5. Januar 1961 – 20. November 1961                      | Militärregierung                                        |
| 18                                                                          |                                                         | Mustafa Cahit Akyar                                     | 20. November 1961 – 25. Juni 1962                       | Adalet Partisi                                          |
| 19                                                                          |                                                         | Rıfat Öçten                                             | 25. Juni 1962 – 10. Juni 1963                           | Yeni Türkiye Partisi                                    |
| 20                                                                          |                                                         | İhsan Şeref Dura                                        | 13. Juni 1963 – 25. Dezember 1963                       | Yeni Türkiye Partisi                                    |
| 21                                                                          |                                                         | Abdurrahman Ferit Alpiskender                           | 25. Dezember 1963 – 15. Dezember 1964                   | Adalet Partisi                                          |
| 22                                                                          |                                                         | Mahmut Vural                                            | 15. Dezember 1964 – 20. Februar 1965                    | Cumhuriyet Halk Partisi                                 |
| 23                                                                          |                                                         | Mithat San                                              | 20. Februar 1965 – 31. Juli 1965                        | Adalet Partisi                                          |
| 24                                                                          |                                                         | Kazım Yurdakul                                          | 31. Juli 1965 – 27. Oktober 1965                        | Adalet Partisi                                          |
| 25                                                                          |                                                         | Seyfi Öztürk                                            | 27. Oktober 1965 – 3. April 1967                        | Adalet Partisi                                          |
| 26                                                                          |                                                         | Mehmet Saadettin Bilgiç                                 | 3. April 1967 – 1. August 1969                          | Adalet Partisi                                          |
| 27                                                                          |                                                         | Mehmet İzmen                                            | 1. August 1969 – 3. November 1969                       | Adalet Partisi                                          |
| 28                                                                          |                                                         | Nahit Menteşe                                           | 3. November 1969 – 14. Dezember 1970                    | Adalet Partisi                                          |
| 29                                                                          |                                                         | Mehmet Orhan Tuğrul                                     | 14. Dezember 1970 – 26. März 1971                       | Adalet Partisi                                          |
| 30                                                                          |                                                         | Haluk Arık                                              | 26. März 1971 – 29. September 1971                      | Militärregierung                                        |
| 31                                                                          |                                                         | Selahattin Babüroğlu                                    | 29. September 1971 – 27. Oktober 1971                   | Militärregierung                                        |
| 32                                                                          |                                                         | Cahit Karakaş                                           | 27. Oktober 1971 – 11. Dezember 1971                    | Adalet Partisi                                          |
| 33                                                                          |                                                         | Rıfkı Danışman                                          | 11. Dezember 1971 – 15. April 1973                      | Adalet Partisi                                          |
| 34                                                                          |                                                         | Ahmet Sabahattin Özbek                                  | 15. April 1973 – 26. Januar 1974                        | Adalet Partisi                                          |
| 35                                                                          |                                                         | Hasan Ferda Güley                                       | 26. Januar 1974 – 17. November 1974                     | Cumhuriyet Halk Partisi                                 |
| 36                                                                          |                                                         | Ahmet Sabahattin Özbek                                  | 17. November 1974 – 31. März 1975                       | Adalet Partisi                                          |
| 37                                                                          |                                                         | Nahit Menteşe                                           | 31. März 1975 – 11. April 1977                          | Adalet Partisi                                          |
| 38                                                                          |                                                         | İbrahim Aysoy                                           | 17. April 1977 – 21. Juni 1977                          | Adalet Partisi                                          |
| 39                                                                          |                                                         | Erol Çevikçe                                            | 21. Juni 1977 – 21. Juli 1977                           | Cumhuriyet Halk Partisi                                 |
| 40                                                                          |                                                         | Yılmaz Ergenekon                                        | 21. Juli 1977 – 5. Januar 1978                          | Adalet Partisi                                          |
| 41                                                                          |                                                         | Güneş Öngüt                                             | 5. Januar 1978 – 12. November 1979                      | Cumhuriyet Halk Partisi                                 |
| 42                                                                          |                                                         | Hüseyin Özalp                                           | 12. November 1979 – 12. September 1980                  | Adalet Partisi                                          |
| 43                                                                          |                                                         | Necmi Özgür                                             | 12. September 1980 – 2. März 1983                       | Militärregierung                                        |
| 44                                                                          |                                                         | Mustafa Aydın Aysan                                     | 2. März 1983 – 13. Dezember 1983                        | Militärregierung                                        |
| 45                                                                          |                                                         | Veysel Atasoy                                           | 13. Dezember 1983 – 16. September 1987                  | Anavatan Partisi                                        |
| 46                                                                          |                                                         | İhsan Pekel                                             | 16. September 1987 – 21. Dezember 1987                  | Anavatan Partisi                                        |
| 47                                                                          |                                                         | Ekrem Pakdemirli                                        | 21. Dezember 1987 – 30. März 1989                       | Anavatan Partisi                                        |
| 48                                                                          |                                                         | Cengiz Tuncer                                           | 30. März 1989 – 23. Juni 1991                           | Anavatan Partisi                                        |
| 49                                                                          |                                                         | İbrahim Özdemir                                         | 21. Juni 1991 – 21. August 1991                         | Anavatan Partisi                                        |
| 50                                                                          |                                                         | Sabahattin Yalınpala                                    | 21. August 1991 – 20. November 1991                     | Anavatan Partisi                                        |
| 51                                                                          |                                                         | Yaşar Topçu                                             | 20. November 1991 – 25. Juni 1993                       | Doğru Yol Partisi                                       |
| 52                                                                          |                                                         | Mehmet Köstepen                                         | 25. Juni 1993 – 12. April 1995                          | Doğru Yol Partisi                                       |
| 53                                                                          |                                                         | Ali Şevki Erek                                          | 29. Mai 1995 – 31. Oktober 1995                         | Doğru Yol Partisi                                       |
| 54                                                                          |                                                         | Oğuz Tezmen                                             | 31. Oktober 1995 – 6. März 1996                         | parteilos                                               |
| 55                                                                          |                                                         | Ömer Barutçu                                            | 6. März 1996 – 30. Juli 1997                            | Doğru Yol Partisi                                       |
| 56                                                                          |                                                         | Necdet Menzir                                           | 30. Juli 1997 – 4. August 1998                          | Doğru Yol Partisi                                       |
| 57                                                                          |                                                         | Arif Ahmet Denizolgun                                   | 4. August 1998 – 11. Januar 1999                        | Refah Partisi                                           |
| 58                                                                          |                                                         | Hasan Basri Aktan                                       | 11. Januar 1999 – 28. Mai 1999                          | parteilos                                               |
| 59                                                                          |                                                         | Enis Öksüz                                              | 28. Mai 1999 – 17. Juli 2001                            | Milliyetçi Hareket Partisi                              |
| 60                                                                          |                                                         | Oktay Vural                                             | 30. Juli 2001 – 5. August 2002                          | Milliyetçi Hareket Partisi                              |
| 61                                                                          |                                                         | Naci Kınacıoğlu                                         | 5. August 2002 – 18. November 2002                      | parteilos                                               |
| 62                                                                          |                                                         | Binali Yıldırım                                         | 18. November 2002 – 8. Mai 2007                         | Adalet ve Kalkınma Partisi                              |
| 63                                                                          |                                                         | İsmet Yılmaz                                            | 8. Mai 2007 – 29. August 2007                           | parteilos                                               |
| 64                                                                          |                                                         | Binali Yıldırım                                         | 29. August 2007 – 8. März 2011                          | Adalet ve Kalkınma Partisi                              |
| 65                                                                          |                                                         | Habip Soluk                                             | 8. März 2011 – 6. Juli 2011                             | parteilos                                               |
| 66                                                                          |                                                         | Binali Yıldırım                                         | 6. Juli 2011 – 1. November 2011                         | Adalet ve Kalkınma Partisi                              |
| Minister für Verkehr, Schifffahrt und Kommunikation (seit 1. November 2011) |                                                         |                                                         |                                                         |                                                         |
| 1                                                                           |                                                         | Binali Yıldırım                                         | 1. November 2011 bis 25. Dezember 2013                  | Adalet ve Kalkınma Partisi                              |
| 2                                                                           |                                                         | Lütfi Elvan                                             | 25. Dezember 2013 bis 6. März 2015                      | Adalet ve Kalkınma Partisi                              |
| 3                                                                           |                                                         | Feridun Bilgin                                          | 6. März 2015 bis 24. November 2015                      | parteilos                                               |
| 4                                                                           |                                                         | Binali Yıldırım                                         | 24. November 2015 bis 24. Mai 2016                      | Adalet ve Kalkınma Partisi                              |
| 5                                                                           |                                                         | Ahmet Arslan                                            | 24. Mai 2016 bis 9. Juli 2018                           | Adalet ve Kalkınma Partisi                              |
| Minister für Transport und Infrastruktur (seit 9. Juli 2018)                |                                                         |                                                         |                                                         |                                                         |
| 1                                                                           |                                                         | Mehmet Cahit Turhan                                     | 9. Juli 2018 bis 28. März 2020                          | parteilos                                               |
| 2                                                                           |                                                         | Adil Karaismailoğlu                                     | 28. März 2020 bis 3. Juni 2023                          | Adalet ve Kalkınma Partisi                              |
| 3                                                                           |                                                         | Abdülkadir Uraloğlu                                     | Seit 3. Juni 2023                                       | parteilos                                               |